# 施泰納赫河 (艾施河支流)
49°36′49″N 10°38′14″E / 49.61372°N 10.63729°E

施泰納赫河是德國的河流，位於該國東南部，由巴伐利亞負責管轄，屬於艾施河的左支流，河道全長15公里，流域面積47平方公里，河口處在古滕施泰滕東南面。